# Glypta femorator
Glypta femorator är en stekelart som beskrevs av Desvignes 1856. Glypta femorator ingår i släktet Glypta och familjen brokparasitsteklar. Arten är reproducerande i Sverige. Inga underarter finns listade i Catalogue of Life.